# The Album (álbum de ABBA)
The Album es el nombre del quinto álbum de estudio publicado por el grupo sueco ABBA a fines de 1977. El disco fue lanzado en conjunto con ABBA: The Movie. El álbum fue elaborado en casi seis meses, convirtiéndolo en uno de los discos del grupo que tuvo menor periodo de grabación, después del álbum Waterloo, que fue completado en cuatro meses.

## Grabación del álbum
La historia de la elaboración de The Album comienza en el otoño de 1976, mientras ABBA ensayaba para su tour del siguiente año, el grupo sintió que debían poner algo extra en sus conciertos para hacer su gira más especial. Björn y Benny llegaron a la idea de un mini-musical de 20 minutos, llamado The Girl With The Golden Hair que sería interpretado casi al final de los conciertos, antes de las repeticiones. La historia se centraba en una chica que soñaba con ser cantante, dejando su pequeño pueblo para tener una carrera exitosa, pero al final se encuentra atrapada por su propia fama.
Cuatro nuevas canciones fueron escritas específicamente para el mini-musical: "Thank You For The Music", "I Wonder (Departure)", "I'm A Marionette" y "Get On The Carousel". Cuando el tour terminó se decidió que las tres primeras canciones debían incluirse en su próximo álbum. "Get On The Carousel", sin embargo, era más un número en vivo, con muchas partes instrumentales y repetitivas y no fue incluido en el álbum.
Así, ABBA comenzó a grabar su quinto LP, The Album, el 31 de mayo de 1977, dos meses después de concluir su tour por Europa y Australia. Poco antes de que la grabación del álbum comenzara, Björn, Benny y su ingeniero de sonido Michael B. Tretow fueron de viaje a Los Ángeles. Como resultado directo de la visita, dos canciones fueron escritas: la primera provisionalmente llamada "A Bit Of Myself", se convertiría en "The Name Of The Game", gracias a la ayuda de Stig Anderson, la cual sería lanzada como el primer sencillo del álbum en octubre de 1977. Al día siguiente la pista de "Scaramouche" fue grabada, aunque no fue lanzada hasta 1994 como parte del ABBA Undeleted.
Los dos primeros días de junio, ABBA grabó la segunda canción inspirada en ese viaje, dándole primero el nombre de "High, High" fue transformada en "Eagle", cuya letra escribió Björn inspirado en la novela Jonathan Livingston Seagull y fue lanzada como tercer sencillo del álbum. También en esos días, el grupo comienza a trabajar en la primera canción de su mini-musical. La primera versión de "Thank You For The Music" fue grabada el 2 de junio, era una versión más sencilla, con la voz de Agnetha inspirada en la cantante americana Doris Day. Sin embargo, el 21 de julio, la canción fue regrabada con diferentes arreglos, y así poder ser incluida al álbum. La primera versión (llamada Doris Day version), fue incluida como bonus track más adelante.
El 18 de julio el trabajo en el nuevo álbum se reanuda, con la grabación de "One Man, One Woman". El 19 de julio es grabada "I Believe In You" (nunca ha sido publicada) y de otra canción del mini-musical, "I'm A Marionette". El 2 de agosto se graba la última canción restante del mini-musical: "I Wonder (Departure)".
El 3 de agosto parte de la canción "Get On The Carousel" es usada en la pista de "High On Your Love", que se incluiría en el disco con el título de "Hole In Your Soul". Ese mismo día comienzan los trabajos en la pista de "Billy Boy" y el 4 de agosto, ya con la letra, esa canción se convierte en "Take A Chance On Me", segundo sencillo del álbum. Finalmente, el 10 de octubre, "Love For Me Is Love Forever" adquiere una nueva letra, y se convierte en "Move On", finalizando así el trabajo en el álbum.

## Lanzamientos
The Album fue lanzado por primera vez el 12 de diciembre de 1977 en Escandinavia, bajo el sello de Polar Music. Sin embargo, en el resto del mundo el álbum no fue lanzado hasta fines de enero y principios de febrero de 1978, debido en parte a que el lanzamiento de The Album debía coincidir con la premieré de ABBA: The Movie. En el 2007 para celebrar su 30.º aniversario se publicó una "Deluxe Edition" de The Album. En el 2008 Polydor Records volvió a publicar el disco en formato de LP, para conmemorar los 60 años de la creación del disco de vinilo.

### Variaciones
| País            | Año  | Formato  | N.º de Catálogo       | Comentarios                |
| --------------- | ---- | -------- | --------------------- | -------------------------- |
| Suecia          | 1977 | LP       | Polar POLS 282        | Versión original           |
| Reino Unido     | 1978 | LP       | Epic - EPC 86052      | Diferente portada y diseño |
| Unión Soviética | 1978 | LP       | Melodía - C60 - 11177 | Diferente portada          |
| Suecia          | 1997 | CD       | Polydor - 533 980-2   | Primera masterización      |
| Suecia          | 2001 | CD       | Polar - 549 954-2     | Segunda masterización      |
| Suecia          | 2005 | CD       | Polar - 0602498723166 | Tercera masterización      |
| Suecia          | 2006 | CD y DVD | Polar - 060251731763  | "Deluxe Edition"           |

## Lista de temas

### LP original (1977)
| Lado A |                        |                                               |          |  |
| N.º    | Título                 | Escritor(es)                                  | Duración |  |
| 1.     | «Eagle»                | Benny Andersson, Björn Ulvaeus                | 5:51     |  |
| 2.     | «Take A Chance On Me»  | Benny Andersson, Björn Ulvaeus                | 3:48     |  |
| 3.     | «One Man, One Woman»   | Benny Andersson, Björn Ulvaeus                | 4:37     |  |
| 4.     | «The Name Of The Game» | Stig Anderson, Benny Andersson, Björn Ulvaeus | 4:53     |  |

| Lado B |                           |                                               |          |  |
| N.º    | Título                    | Escritor(es)                                  | Duración |  |
| 5.     | «Move On»                 | Stig Anderson, Benny Andersson, Björn Ulvaeus | 4:45     |  |
| 6.     | «Hole In Your Soul»       | Benny Andersson, Björn Ulvaeus                | 3:43     |  |
| 7.     | «Thank You For The Music» | Benny Andersson, Björn Ulvaeus                | 3:51     |  |
| 8.     | «I Wonder (Departure)»    | Stig Anderson, Benny Andersson, Björn Ulvaeus | 4:34     |  |
| 9.     | «I'm A Marionette»        | Benny Andersson, Björn Ulvaeus                | 4:05     |  |
| 40:47  |                           |                                               |          |  |

### Pistas adicionales
| Edición del 2001 |                                               |                                |          |  |
| N.º              | Título                                        | Escritor(es)                   | Duración |  |
| 10.              | «Thank You For The Music» (Doris Day Version) | Benny Andersson, Björn Ulvaeus | 4:03     |  |
| 44:50            |                                               |                                |          |  |

| Edición del 2005 en The Complete Studio Recordings |                                                                           |                                                                |          |  |
| N.º                                                | Título                                                                    | Escritor(es)                                                   | Duración |  |
| 10.                                                | «Al Andar» (Versión en español de "Move On")                              | Benny Andersson, Björn Ulvaeus, Budy McCluskey, Mary McCluskey | 4:43     |  |
| 11.                                                | «Gracias por la música» (Versión en español de "Thank You For The Music") | Benny Andersson, Björn Ulvaeus, Budy McCluskey, Mary McCluskey | 3:49     |  |
| 49:19                                              |                                                                           |                                                                |          |  |

| "Deluxe Edition" del 2007 |                                                                                    |                                                                |          |  |
| N.º                       | Título                                                                             | Escritor(es)                                                   | Duración |  |
| 10.                       | «Eagle» (Versión editada del sencillo)                                             | Benny Andersson, Björn Ulvaeus                                 | 4:25     |  |
| 11.                       | «Take A Chance On Me» (En vivo, remix alternativo)                                 | Benny Andersson, Björn Ulvaeus                                 | 4:22     |  |
| 12.                       | «Thank You For The Music» (Doris Day Version)                                      | Benny Andersson, Björn Ulvaeus                                 | 4:11     |  |
| 13.                       | «Al Andar» (Versión en español de "Move On")                                       | Benny Andersson, Björn Ulvaeus, Budy McCluskey, Mary McCluskey | 4:43     |  |
| 14.                       | «I Wonder (Departure)» (En vivo en Sídney, 1977. Lado B de "The Name Of The Game") | Stig Anderson, Benny Andersson, Björn Ulvaeus                  | 4:27     |  |
| 15.                       | «Gracias Por La Música» (Versión en español de "Thank You For The Music")          | Benny Andersson, Björn Ulvaeus, Budy McCluskey, Mary McCluskey | 3:48     |  |
| 66:40                     |                                                                                    |                                                                |          |  |

## Recepción

### Listas de popularidad
The Album alcanzó la cima de las listas de popularidad a principios de 1978, llegando al número uno en nueve países. The Album fue también el disco más exitoso de ABBA en el Billboard 200, alcanzando el número 14, gracias al viaje de promoción realizado por el grupo en mayo de 1978.
| Lista                                     | Posición |
| ----------------------------------------- | -------- |
| Bélgica Top 50 Álbum Chart                | 1        |
| Finlandia Suosikki Álbum Chart            | 1        |
| Holanda Top 50 Álbum Chart                | 1        |
| México Lista de Álbumes Internacionales   | 1        |
| Noruega Top 40 VG Álbum Chart             | 1        |
| Nueva Zelanda Top 40 RIANZ Álbum Chart    | 1        |
| UK Álbum Chart                            | 1        |
| Suecia Top 60 Sverige Álbum Chart         | 1        |
| Suiza Top 30 Álbum Chart                  | 1        |
| Alemania Top 50 Media Control Álbum Chart | 2        |
| Austria Top 50 Álbum Chart                | 2        |
| Finlandia Top 40 YLE Álbum Chart          | 2        |
| Zimbabwe Top 20 Álbum Chart               | 2        |
| Australia Top 50 ARIA Álbum Chart         | 1        |
| Canadá Top 50 Álbum Chart                 | 1        |
| Japón Top 100 Oricon Álbum Chart          | 1        |
| Francia Top 50 Álbum Chart                | 1        |
| E.U. Billboard 200                        | 1        |
| E.U. Top 200 Cashbox Álbum Chart          | 1        |
| E.U. Top 200 Record World Álbum Chart     | 1        |
| E.U. Top 50 Variety Álbum Chart           | 3        |
| Italia Hit Parade Chart                   | 3        |

### Ventas y certificaciones
Comercialmente hablando, The Album no fue tan exitoso como su antecesor, pero recibió diez certificaciones por sus ventas en distintas partes del mundo, aunque sólo una de ellas fue múltiple (Canadá). Sumando cifras dadas por Oricon (263 810) y por la revista ABBA Express (37 000) The Album ha vendido poco más de 3.5 millones en certificaciones . Desde entonces hasta el 2014 "The Album" ha vendido 13 500 000 millones de copias a nivel mundial.
| País/Organización | Certificación | Ventas    |
| ----------------- | ------------- | --------- |
| CRIA              | Platino X 2   | 200 000   |
| BPI               | Platino       | 1 100 000 |
| RIAA              | Platino       | 1 100 000 |
| NVPI              | Platino       | 100 000   |
| IFPI              | Platino       | 500 000   |
| IFPI              | Platino       | 57 618    |
| IFPI              | Platino       | 20 000    |
| SNEP              | Oro           | 100 000   |
| IFPI              | Oro           | 20 000    |
| IFPI              | Oro           | 50 000    |

### Críticas
Al igual que su antecesor, The Album recibió muy buenas críticas por parte de muchos. Por ejemplo, George Starostin escribe: "Si alguna vez hubo una razón para que el Europop existiera es esta. Uno de los lanzamientos pop más esenciales de los setentas" y le da una calificación de diez y lo clasifica como "Cerca de la perfección". También, Everett True escribe en el sitio web Amazon.com: "The Album es el mejor momento de los semidioses del pop sueco".. Y el crítico inglés, Adrian Denning escribe: "The Album, discutiblemente es uno de los LP más consistentes que ABBA ha producido", sin embargo le da siete estrellas y media de diez. 
Otros críticos como Bruce Eder aún se concentran en la variedad de estilos que ABBA utiliza y escribe en Allmusic: "El álbum entero es así, sin esforzarse está entre hard rock, pop-rock, dance-rock, y rock progresivo - aunque sus éxitos tienden a sobresalir en relieves más altos, hay varios temas destacables aquí" Finalmente, con respecto al poco éxito de ABBA en Estados Unidos, John Rockwel escribió en la revista Rolling Stone: "Con The Album, ABBA hizo funcionar todo, y uno espera que los compradores de este país respondan a la calidad y originalidad de la música que presentan aquí"

## Producción
- Productores: Benny Andersson, Björn Ulvaeus
- Ingeniero: Michael B. Tretow
- Arreglos: Rutger Gunnarsson
- Diseño: Rune Söderqvist
- Fotografía: Barry Levine
- Ilustraciones: Björn Andersson, Rune Söderqvist